# Musikåret 1871

## Händelser
- 24 december – Giuseppe Verdis opera Aida har premiär i Kairo, Egypten, uppskjuten från januari på grund av fransk-preussiska kriget [1]

## Födda
- 7 februari – Wilhelm Stenhammar, svensk tonsättare.
- 11 mars – Patrik Gyllenhammar, svensk tonsättare.
- 21 mars – Ivar Widéen, svensk kyrkomusiker och tonsättare.
- 21 april – Leo Blech, tysk tonsättare och dirigent.
- 5 maj – Alberto Cametti, italiensk tonsättare, organist och musikhistoriker.
- 23 maj – Sigurd Lie, norsk tonsättare.
- 22 juni – Karin Lönegren, svensk pianist, musikpedagog och tonsättare.
- 16 augusti – Zakaria Paliashvili, georgisk kompositör.
- 30 september – Ruben Liljefors, svensk tonsättare och dirigent.
- 20 december – Henry Kimball Hadley, amerikansk tonsättare.
- 29 december – Hilda Sundhammar, svensk tonsättare.

## Avlidna
- 24 januari – Fredrik Eimele, 66, finlandssvensk filolog, musikforskare och tonsättare.
- 1 februari – Aleksandr Serov, 51, rysk tonsättare.
- 11 februari – Filippo Taglioni, 93, italiensk dansare och koreograf.
- 12 mars – Conrad Rudolf af Uhr, 51, svensk musiker.
- 26 mars – François-Joseph Fétis, 87, belgisk tonsättare och musikvetare.
- 27 april – Sigismund Thalberg, 59, österrikisk pianist, pianopedagog och tonsättare.
- 13 maj – Daniel Francois Esprit Auber, 89, fransk tonsättare.
- 26 maj – Aimé Maillart, 54, fransk operakompositör.
- 17 juli – Carl Tausig, 29, polsk-tysk pianist.
- 20 juli – François Delsarte, 59, fransk sångare och sångpedagog.

### Fotnoter
1. ↑  ”San Diego Opera”. Arkiverad från originalet den 4 juni 2011. https://web.archive.org/web/20110604034738/http://sdopera.com/Operapaedia/Aida. Läst 23 mars 2011.